# Liste von Dolchen
In dieser Liste von Dolchen werden Dolche alphabetisch zugeordnet, die in Serien produziert wurden oder als regionale Varianten bekannt sind. 
Hinweise zur Liste: Unterscheidungshilfen zur Typologie finden sich in 
- Messer- und Dolchformen. Dementsprechend sind weitere Typen in
- Liste von Messern auffindbar. Umfänglich ist der Überblick mit der
- Liste der Listen der Hieb-, Stich-, Schlag- und Stoßwaffen. Die
- Liste von Dolchen gemäß den Kennblättern fremden Geräts D 50/1 ist eine Sonderliste zu Beutewaffen der Wehrmacht.

Alphabetische Liste von Dolchen:

## A
- Adaga
- Acinaces

## B
- Badek
- Bakatwa
- Bakatwa-Dolch der Shona
- Beladau
- Bichwa
- Bronzedolch aus Malý Cetín

## C
- Chilanum
- Cinqueda
- Clunaculum

## D
- Deutscher Grabendolch
- Dirk
- Dohong
- Dolch
- Dolch der Azande
- Dolch der Baule
- Dolch der Boa
- Dolch der Bwaka
- Dolch der Ful
- Dolch der Kundu
- Dolch der Tetela
- Dolch der Tetela und Mbole
- Dolch und Kurzschwert der Manyema und Yaka
- Dolch und Kurzschwert der Yakoma
- Dolchmesser der Kuba
- Dolchmesser der Kusu, Tetela und Sungu
- Dreiklingen-Katar
- Dsulfiquar Katar

## E
- Eingeschobener Katar

## F
- Faustmesser
- Fechtdolch
- Fischschwanzdolch
- Französischer Grabendolch "Le Nettoyer de Tranchèes Campagne 1914-1918"

## G
- Genouie
- Grabendolch

## H
- Hadendoa-Dolch
- Haladie
- Horn-Dolch

## I
- Ikul
- Indischer Armschilddolch
- Indischer Schlagringdolch
- Indischer Stoßdolch

## J
- Jambia
- Jamdhar-Katari

## K
- Kalenderklinge
- Kaliberdolch
- Kapuzenkatar
- Karambit
- Kard
- Katar
- Katar (gebogene Klinge)
- Keris Majapahit
- Khanjar
- Khanjarli
- Khodmi
- Khukuri
- Kindjal
- Kirpan
- Kombinierter Säbel-Katar
- Khoumija
- Korambi
- Kris
- Kunai

## L
- Lading Terus
- Loop-dagger der Tiv
- Lopah Petawaran
- Luju Celico

## M
- Mandaya
- Misérecordia
- Messer- und Dolchformen

## N
- Nierendolch

## O
- Oder-Elbe-Dolch
- Ohrendolch
- OSS Hatpin Spike Sticker

## P
- Pāhoa
- Palitai
- Parazonium
- Pesh-Kabz
- Pistolenkatar
- Poignard
- Pugio
- Punal

## R
- Rencong
- Ringknaufdolch
- Ritualdolch der Mangbetu
- Robbins of Dudley Stoßdolch (Widderkopfheft)
- Robbins of Dudley Stoßdolch 2

## S
- Sadop
- Sainti
- Scherenkatar
- Scheibendolch
- Schweizerdolch
- Sewar
- Shibriya
- Sica
- Si Euli
- Sikh-Dolch-Chakram
- SOE Escape Evasion Pencil with Concealed Sticker
- S.O.E Wrist-dagger
- Stilett
- Sudanischer-Armdolch
- Sundang

## T
- Tantō
- Telek
- Tigerzahn-Dolch
- Tlingit-Kampfmesser

## Y
- Yari Tanto
- Yoroi-dooshi

## Z
- Zirah-Bouk